# John Ireland (ärkebiskop)
John Ireland, född 11 september 1838, död 25 september 1918, var en amerikansk katolsk teolog.
Ireland föddes på Irland, kom som barn till USA, fick prästerlig utbildning i Frankrike och återvände till USA 1861. 1884 blev han biskop och 1888 ärkebiskop i Saint Paul, Minnesota. Ireland, som var socialt verksam på skilda områden, företrädde en av amerikansk patriotism präglad katolicism, inom vilken han även försökte ena tro och vetande i likhet med Isaac Thomas Hecker.